# Цекул
Цекул (лат. Caeculus, буквально «сліпенький») — античний італійський міфічний персонаж, син звичайної італійської дівчини та духа домашнього вогнища або самого бога Вулкана. Засновник міста Пренесте (сучасна Палестрина).
Народжений від іскри, яка була сприйнята його матір'ю, що сиділа біля вогнища. Немовлям він був викинутий на напризволяще, але його знайшли біля багаття поблизу храму Юпітера, і він був визнаний сином Вулкана і отримав ім'я Цекул, що означає сліпенький, адже його очі були пошкоджені димом. Брати його матері, які пасли стада в тій місцевості, виховали його; серед них він довгий час вів розбійницьке життя; потім він заснував місто Пренесте. На честь заснування міста організував ігри, на які запросив сусідні племена. Під час святкування намагався переконати сусідів об'єднатися під його керівництвом. Коли юрба відмовилася визнати його божественне походження, Вулкан на його прохання освітив невіруючих яскравим полум'ям, яке зникло за наказом Цекула.
Цецилії вважали Цекула своїм родоначальником. 
Згідно зі свідченнями Тертуліана, римляни вірили, що Цекул здатен забирати зір у людей.
В Енеїді Вергілія згадувався король Цекул, що був союзником Турна у протистоянні з Енеєм та троянцями.